# Francisco Xavier Palavicino Villarasa
Francisco Xavier Palavicino Villarasa fue un presbítero nacido en Valencia (España) en el siglo XVII, quien emigró a la provincia de Yucatán en 1680 y luego vivió en la Ciudad de México Nueva España. Pasó a la historia de los estudios literarios novohispanos por su defensa y elogios desmedidos a Sor Juana Inés de la Cruz lo que le costaría que la Inquisición Novohispana le iniciara desde 1691 un proceso inquisitorial a su sermón "La Fineza Mayor". El texto fue sometido a censura por los calificadores fray Augustín Dorantes (dominico) y otros dos religiosos. Se ordenó el decomiso de los ejemplares impresos del sermón mediante edicto inquisorial hata 1698, ya que el proceso muestra una interrupción de 7 años. El documento del proceso inquistorial al sermón de Palavicino se halla en los archivos del Grupo Documental Inquisición que resguarda el Archivo General de la Nación en la Ciudad de México.   

## Familia
Hijo de Generoso Isidro Palavicino y Durán y Ana de Villarrasa y Torrelles.

## La fineza mayor
El 26 de enero de 1691, día de Santa Paula, Palavicino pronunció el sermón "La fineza mayor" en la capilla del Convento de San Jerónimo, ante las autoridades del convento y la propia Sor Juana. El sermón argumenta cuál es la mayor fineza de Cristo, un tema polémica en ese momento, porque la Carta Atenagórica de Sor Juana Inés de la Cruz se acababa de publicar en octubre de 1690 por el obispo de Puebla, Fernández de Santa Cruz. La Carta Atenagórica refutaba la propuesta del padre Vieira, también jesuita, que había dicho en su Sermón del Mandato.
El sermón de Palavicino era, en efecto, una especie de defensa a Sor Juana. Cuando se publicó el sermón, la Inquisición ordenó su comparecencia ante el tribunal para ser fuertemente reprehendido por sus excesos retóricos y por ocuparse de los elogios de una monja en el púlpito. El sermón fue retirado de la circulación el 14 de enero de 1698, y una nota ambigua en el Diario de Sucesos Notables de Antonio de Robles anota presuntamente que Palavicino, junto con el también presbítero, predicador y poeta Pedro Muñoz de Castro, junto con el ya antes jesuita expulso el predicador Pedro de Avendaño Suárez de Souza, fueran expulsados de la Compañía de Jesús el 12 de octubre de 1703 y se les prohibió decir misa, predicar y confesar.